# KZ Mlaka
Das Konzentrationslager Mlaka (serbokroatisch Logor Mlaka/ Логор Млака) war im Unabhängigen Staat Kroatien (NDH), einem faschistischen Vasallenstaat der Achsenmächte, ein speziell für Frauen konstruiertes Konzentrations- und Arbeitslager. Es wurde 1941 während des Zweiten Weltkriegs im Dorf Mlaka, 12 Kilometer von Jasenovac errichtet und von den kroatischen Ustaša betrieben. Die Gefangenen waren hauptsächlich Serbinnen, aber auch Roma-Frauen und Jüdinnen. Zahlreiche Gefangene wurden in Mlaka und in den nahen Wäldern ermordet oder ins KZ Jasenovac oder KZ Stara Gradiška deportiert.